# 5388 Mottola
Az 5388 Mottola (ideiglenes jelöléssel 1981 ED1) a Naprendszer kisbolygóövében található aszteroida. Henri Debehogne, DeSanctis G. fedezte fel 1981. március 5-én.